# Enrique Barón Crespo

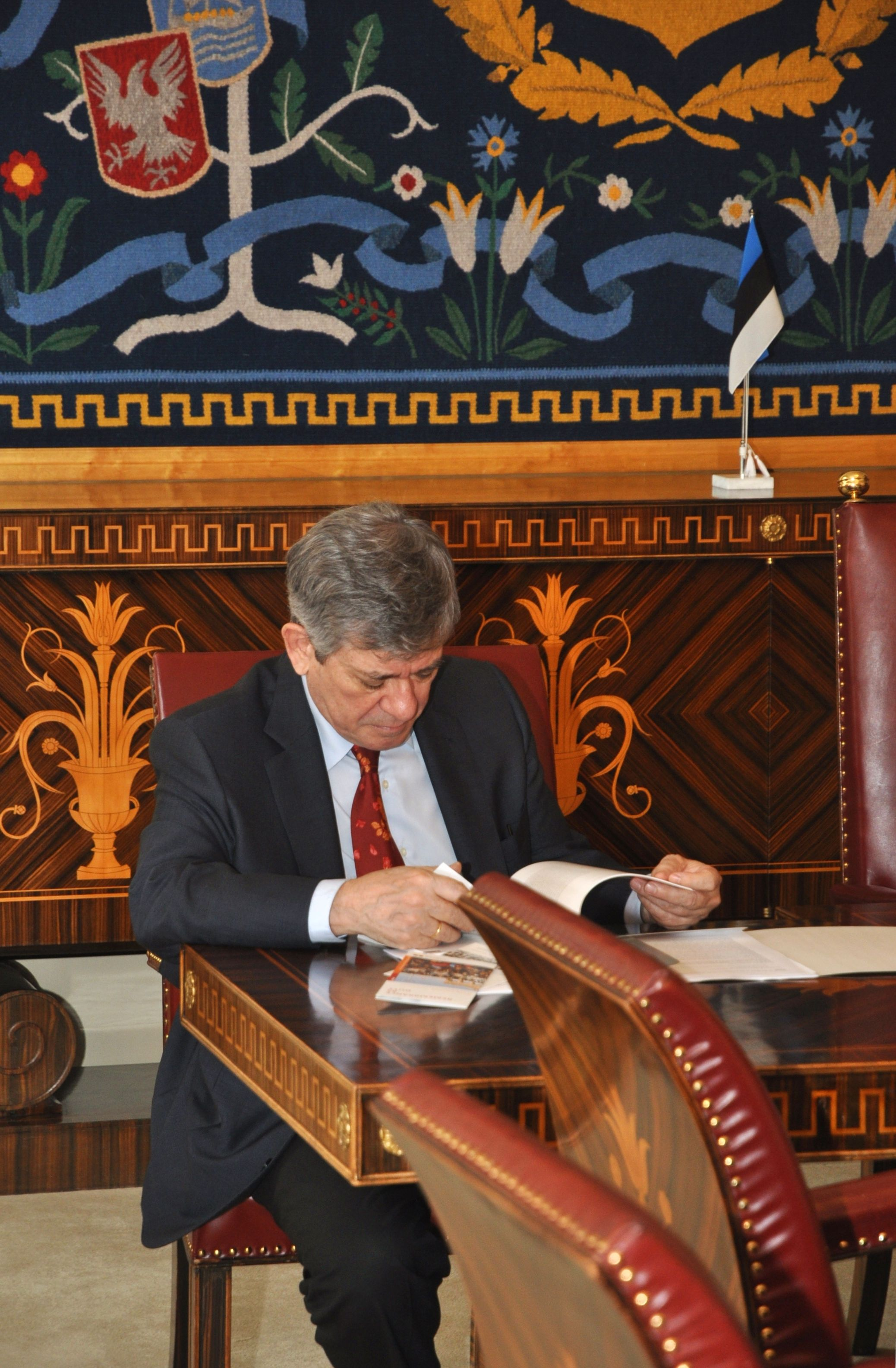
Enrique Barón Crespo (2012)

Enrique Barón Crespo (Madrid, 27 maart 1944) is een Spaans politicus.
Barón Crespo was van 1982 tot 1985 minister van Transport in Spanje. Van 1987 tot 2009 was hij lid van het Europees Parlement namens de PSOE, die aangesloten is bij de Partij van de Europese Sociaaldemocraten.Van 1989 tot 1992 was hij voorzitter van het Europees Parlement.
- Bibsys: 98011853
- Biblioteca Nacional de España: XX874845
- Bibliothèque nationale de France: cb125376813 (data)
- Catàleg d'autoritats de noms i títols de Catalunya: 981058522691406706
- Gemeinsame Normdatei: 139472312
- International Standard Name Identifier: 0000 0001 1760 6648
- Library of Congress Control Number: n87877158
- Nationale Bibliotheek van Israël: 987007599276305171
- Nederlandse Thesaurus van Auteursnamen: 089222571
- Istituto Centrale per il Catalogo Unico: IEIV076824
- Système universitaire de documentation: 034642447
- Virtual International Authority File: 44410763
- WorldCat: E39PBJfCrWFcjbqfhB7R8qcVmd